# لیک فورست، شهرستان پلیسر، کالیفرنیا
لیک فورست (به انگلیسی: Lake Forest) یک منطقهٔ مسکونی در ایالات متحده آمریکا است که در شهرستان پلاسر، کالیفرنیا واقع شده‌است. لیک فورست ۱٬۹۰۸ متر بالاتر از سطح دریا واقع شده‌است.